# 沙塘路街道
沙塘路街道，是中华人民共和国安徽省马鞍山市花山区下辖的一个乡镇级行政单位。

## 行政区划
沙塘路街道下辖以下地区：
沙塘社区、卜树集社区、花山社区、人民社区和和平社区。